# Кочала (гмина)
Кочала (пол. Koczała) — сельская гмина (волость) в Польше, входит как административная единица в Члухувский повет, Поморское воеводство. Население — 3505 человек (на 2004 год).

## Демография
| Перепись                       | Всего   | Всего | Женщины | Женщины | Мужчины | Мужчины |
| ------------------------------ | ------- | ----- | ------- | ------- | ------- | ------- |
| Единицы                        | человек | %     | человек | %       | человек | %       |
| Население                      | 3505    | 100   | 1799    | 51,3    | 1706    | 48,7    |
| Плотность населения (чел./км²) | 15,8    | 15,8  | 8,1     | 8,1     | 7,7     | 7,7     |

## Соседние гмины
1. Гмина Бялы-Бур
2. Гмина Липница
3. Гмина Мястко
4. Гмина Пшехлево
5. Гмина Жеченица